# Polinomis de Bateman
En matemàtiques, els polinomis de Bateman Fn són una família de polinomis ortogonals introduïda per Bateman (1993). Els polinomis de Bateman-Pasternack són una generalització introduïda per Pasternack (1939).
Els polinomis de Bateman es poden definir mitjançant la relació
{\displaystyle F_{n}\left({\frac {d}{dx}}\right)\operatorname {sech} (x)=\operatorname {sech} (x)P_{n}(\tanh(x)).}
on Pn és un polinomi de Legendre. En termes de funcions hipergeomètriques generalitzades, estan donades per 
{\displaystyle F_{n}(x)={}_{3}F_{2}\left({\begin{array}{c}-n,~n+1,~{\tfrac {1}{2}}(x+1)\\1,~1\end{array}};1\right).}
Pasternack (1939) va generalitzar els polinomis de Bateman en forma de polinomis Fm
n amb
{\displaystyle F_{n}^{m}\left({\frac {d}{dx}}\right)\operatorname {sech} ^{m+1}(x)=\operatorname {sech} ^{m+1}(x)P_{n}(\tanh(x))}
Aquests polinomis generalitzats també tenen una representació en termes de funcions hipergeomètriques generalitzades
{\displaystyle F_{n}^{m}(x)={}_{3}F_{2}\left({\begin{array}{c}-n,~n+1,~{\tfrac {1}{2}}(x+m+1)\\1,~m+1\end{array}};1\right).}
Carlitz (1957) va demostrar que els polinomis Qn van ser estudiats per Touchard (1956); vegeu els polinomis de Touchard, són els mateixos que els polinomis de Bateman fins a un canvi de variable, més precisament
{\displaystyle Q_{n}(x)=(-1)^{n}2^{n}n!{\binom {2n}{n}}^{-1}F_{n}(2x+1)}
Els polinomis de Bateman i Pasternack són casos especials dels polinomis continus de Hahn simètrics.

## Definició
Bateman va definir inicialment els polinomis {\displaystyle F_{n}} en termes de la funció hipergeomètrica i una sèrie generatriu:
{\displaystyle (1-t)^{z}F\left({\frac {1+z}{2}},{\frac {1+z}{2}},1;t^{2}\right)=\sum _{n=0}^{\infty }t^{n}F_{n}(z)}Una definició equivalent de la funció hipergeomètrica generalitzada és:
{\displaystyle F_{n}(z)={}_{3}F_{2}\left({\begin{array}{c}-n,~n+1,~{\tfrac {1}{2}}(z+1)\\1,~1\end{array}};1\right)}
Bateman també va demostrar que aquests polinomis satisfan una relació de recurrència: {\displaystyle (n+1)^{2}F_{n+1}(z)=-(2n+1)zF_{n}(z)+n^{2}F_{n-1}(z)}, amb {\displaystyle F_{0}(z)=1,F_{1}(z)=-z}. En particular, aquesta relació estableix que el grau de {\displaystyle F_{n}}és exactament {\displaystyle n}.

## Exemples

Polinomis de Bateman

Els primers polinomis de Bateman són:
{\displaystyle F_{0}(x)=1};
{\displaystyle F_{1}(x)=-x};
{\displaystyle F_{2}(x)={\frac {1}{4}}+{\frac {3}{4}}x^{2}};
{\displaystyle F_{3}(x)=-{\frac {7}{12}}x-{\frac {5}{12}}x^{3}};
{\displaystyle F_{4}(x)={\frac {9}{64}}+{\frac {65}{96}}x^{2}+{\frac {35}{192}}x^{4}};
{\displaystyle F_{5}(x)=-{\frac {407}{960}}x-{\frac {49}{96}}x^{3}-{\frac {21}{320}}x^{5}};

## Propietats

### Ortogonalitat
Els polinomis de Bateman satisfan la relació d'ortogonalitat
{\displaystyle \int _{-\infty }^{\infty }F_{m}(ix)F_{n}(ix)\operatorname {sech} ^{2}\left({\frac {\pi x}{2}}\right)\,dx={\frac {4(-1)^{n}}{\pi (2n+1)}}\delta _{mn}.}
on {\displaystyle \delta _{m,n}} és la delta de Kronecker. En particular, no es tracten de polinomis ortonormals, però podem escriure {\displaystyle B_{n}(z)=2i^{n}F_{n}(iz)/{\sqrt {\pi (2n+1)}}}que verifiquen {\displaystyle \langle B_{n},B_{m}\rangle =\delta _{m,n}}, els «polinomis de Bateman normalitzats».
El factor {\displaystyle (-1)^{n}} es produeix a la part dreta d'aquesta equació perquè els polinomis de Bateman, tal com es defineixen aquí, han de ser escalats per un factor {\displaystyle i^{n}} per fer que siguin ben valorats per l'argument imaginari. La relació d'ortogonalitat és més simple quan s'expressa en termes d'un conjunt modificat de polinomis definits per {\displaystyle B_{n}(x)=i^{n}F_{n}(ix)}, per la qual cosa es converteix en
{\displaystyle \int _{-\infty }^{\infty }B_{m}(x)B_{n}(x)\operatorname {sech} ^{2}\left({\frac {\pi x}{2}}\right)\,dx={\frac {4}{\pi (2n+1)}}\delta _{mn}.}

### Relació de recurrència
La seqüència dels polinomis de Bateman satisfà la relació de recurrència
{\displaystyle (n+1)^{2}F_{n+1}(z)=-(2n+1)zF_{n}(z)+n^{2}F_{n-1}(z).}

### Funció generatriu
Els polinomis de Bateman tenen la funció generatriu
{\displaystyle \sum _{n=0}^{\infty }t^{n}F_{n}(z)=(1-t)^{z}\,_{2}F_{1}\left({\frac {1+z}{2}},{\frac {1+z}{2}};1;t^{2}\right),}
que de vegades s'utilitza per definir-los.